# Александър Върбанов (щангист)
Вижте пояснителната страница за други личности с името Александър Върбанов.
Александър Върбанов е български състезател по вдигане на тежести. Възпитаник е на треньора Иван Абаджиев.
Въбранов е трикратен световен шампион (1983 г., 1985 г., 1986 г.), трикратен европейски шампион (1983 г., 1985 г., 1986 г.). На олимпиадата в Сеул през 1988 г. печели бронзово отличие в категория до 75 кг. Върбанов е от поколението щангисти, към което принадлежат и Нено Терзийски, Стефан Топуров, Здравко Стоичков, Антонио Кръстев, Наим Сюлейманоглу, Румен Теодосиев.